# Traudi Harprecht
Traudi Harprecht (* 1919 oder 1920; † 1974 in Ost-Berlin) war eine deutsche Schauspielerin, Sängerin und Tänzerin.

## Leben
Traudi Harprecht absolvierte nach ihrem Schulabschluss eine professionelle Schauspielausbildung. Sie stand als Bühnendarstellerin in mehreren Theaterstücken, Musicals und Varieté-Shows an verschiedenen Theaterhäusern auf der Bühne. Von 1962 bis 1974 wirkte sie als Schauspielerin vor der Kamera in mehreren Filmen und Fernsehserien mit.
Sie war bis zu ihrem Tod mit dem Schauspieler Joe Schorn verheiratet, mit dem sie nach dem Ende des Zweiten Weltkrieges zunächst in Augsburg, dann in Bremen und zuletzt ab 1953 in Ost-Berlin lebte. Aus der Ehe ging eine Tochter hervor, die Schauspielerin Uta Schorn. Die Enkelin Danne Hoffmann ist ebenfalls als Schauspielerin tätig.
Traudi Harprecht starb im Jahr 1974 im Alter von 54 Jahren.

## Filmografie
- 1962: Anonymer Anruf
- 1962: Rom, Via Margutta
- 1964–1965: Blaulicht (Fernsehserie, 2 Folgen, verschiedene Rollen)
- 1967: Der Mensch neben dir
- 1970: Jeder stirbt für sich allein (TV-Dreiteiler)
- 1971: Zollfahndung (Fernsehserie, 1 Folge)
- 1971: Der Staatsanwalt hat das Wort: Der Fall Valentin Erbsand (Fernsehreihe)
- 1972: Der Mann seiner Frau
- 1973: Polizeiruf 110: Gesichter im Zwielicht (Fernsehreihe)
- 1974: Maria und der Paragraph
- 1974: Der Sandener Kindermordprozeß